# Studia Botanica Cechoslovaca
Studia Botanica Cechoslovaca (abreviado Stud. Bot. Cechoslov.) fue una revista científica con ilustraciones y descripciones botánicas que fue publicada en la República Checa desde 1946 hasta 1951. Fue precedida por Studia Botanica Čechica.